# Manuel García-Sañudo
Manuel García-Sañudo y Giraldo (Marchena, 1893-Sevilla, 2 de mayo de 1969) fue un periodista y escritor español.

## Biografía
Nació en Marchena (Sevilla), hijo del jurisconsulto carlista Miguel García Sañudo de Torres (-1912) y de Ana Giraldo.
Militante carlista desde su juventud, en 1912 fue condenado a prisión por injurias a Alfonso XIII en un mitin tradicionalista celebrado el 26 de abril, durante un homenaje al Filósofo Rancio, en el que tomaron parte importantes personalidades de la Comunión Tradicionalista. En 1913 participó en la constitución del Requeté de Marchena, del que ejerció la presidencia.
Escribió poesía, siendo premiado en 1916 su Romance de pobres almas... por el Patronato Social de Buenas Lecturas. Ese año García-Sañudo sería definido por el diario El Correo Español como «una de las figuras más brillantes de la Juventud intelectual jaimista española».
Dedicado al periodismo, fue redactor de Prensa Asociada y se trasladó a Tetuán, en aquel entonces parte del Protectorado Español de Marruecos, donde fue redactor jefe del diario El Norte de África (1920-1922); colaborador del diario El Eco de Tetuán (1922-1924); subdirector del diario El Mediterráneo (1924-1925); redactor del semanario Marruecos Gráfico (1926) y redactor-jefe del Diario Marroquí.
Durante la Guerra Civil Española fue subdirector en Tetuán del semanario Unidad Marroquí (1937) y posteriormente redactor jefe del diario Marruecos (1942-1945) y del periódico El Día (1946-1954). Colaboró también en la revista Mauritania (1948) y en el diario España de Tánger (1955). Fue cronista oficial de Tetuán.

## Obras
- Del dietario de un joven loco... (1915)
- Sonetos provincianos (1915)
- Romance de pobres almas (1916)
- Pasa el tercio: himno a la Legión (1926)
- Las razones de Alonso Quijano (1941)
- El dolor de Cádiz (poesía, 1947)
- Un poeta español del siglo XIX: Luis Ram de Viu, barón de Hervés (1948)
- Elogio de Marchena (1951)